# 圣多纳托-瓦尔迪科米诺
圣多纳托-瓦尔迪科米诺（義大利語：San Donato Val di Comino），是意大利拉齐奥大区弗罗西诺内省的一个市镇。总面积35.74平方公里，人口2130人，人口密度59.6人/平方公里（2009年）。ISTAT代码为060062。

## 友好城市
- 美国牛顿 (马萨诸塞州)